# Hegyi Mátyás
Hegyi Mátyás (1892. február 2. – 1932. október 24.) labdarúgó, csatár, edző.

## Sikerei, díjai
- Magyar bajnokság
  - 2.: 1917–18